# Lintéaire
Le lintéaire (adj., une courbe lintéaire, ou adj. substantivé) est la forme prise par un linge (linteum en latin) ou une bâche suspendue à deux barres fixées à même hauteur, et emplie de liquide, le dispositif étant fermé par deux plans verticaux). Compte tenu de la symétrie, la surface formée par la bâche est vue de profil et ramenée à une courbe plane.
Elle a été mise en évidence et nommée par Jacques Bernoulli en 1692.
Le lintéaire est proche de la courbe de la chaînette (où la bâche serait pesante, mais sans liquide). Un autre problème proche, de dimension supérieure, est celui de la goutte d'eau pendante.